# 11949 Kagayayutaka
Kagayayutaka (asteroide 11949) é um asteroide da cintura principal, a 2,5468711 UA. Possui uma excentricidade de 0,1759226 e um período orbital de 1 984,5 dias (5,44 anos).
Kagayayutaka tem uma velocidade orbital média de 16,9423344 km/s e uma inclinação de 7,65923º.
Este asteroide foi descoberto em 19 de Setembro de 1993 por Kin Endate e Kazuro Watanabe.